# Educated Guess
Educated Guess è il tredicesimo album in studio della cantautrice statunitense Ani DiFranco, pubblicato nel 2004.

## Tracce
1. Platforms – 0:17
2. Swim – 3:06
3. Educated Guess – 5:52
4. Origami – 2:23
5. Bliss Like This – 3:08
6. The True Story of What Was – 1:53
7. Bodily – 4:01
8. You Each Time – 4:18
9. Animal – 5:36
10. Grand Canyon – 3:31
11. Company – 4:06
12. Rain Check – 4:05
13. Akimbo – 1:29
14. Bubble – 4:30